# Élection présidentielle colombienne de 1914
L'élection présidentielle colombienne de 1914 est l'élection présidentielle dont le premier tour se déroula le 10 février 1914 en Colombie. Ces élections furent remportées par José Vicente Concha.

## Résultats
| Candidats              | Parti politique        | Votes   |
| ---------------------- | ---------------------- | ------- |
| José Vicente Concha    | Parti conservateur     | 300 735 |
| Nicolás Esguerra       | Parti républicain      | 36 764  |
| Autres votes           |                        | 99      |
| Total de votes valides | Total de votes valides | 337 597 |